# Superman i Lois
Superman i Lois (ang. Superman & Lois) – amerykański serial telewizyjny wyprodukowany przez Berlanti Productions, DC Entertainment oraz Warner Bros. Television Studios, którego twórcami są Todd Helbing i Greg Berlanti. Serial jest emitowany od 23 lutego 2021 roku przez stację The CW.
Oficjalnie serial Superman i Lois nie należy do Arrowverse. Na początku planowano, aby akcja pierwszego sezonu (tworzonego jako spin-off serialu Supergirl, gdzie Tyler Hoechlin z Supergirl i Bitsie Tulloch z Flasha powtórzyli swoje role) rozgrywała się na Ziemi-Prime. Ponadto zakończenie wydarzenia crossoverowego Kryzys na Nieskończonych Ziemiach miało służyć jako "backdoor pilot" serialu. Z upływem czasu oraz odwołaniem planowanych crossoverów z serialami Supergirl i Batwoman w związku z pandemią COVID-19, twórca Todd Helbing wraz z Warner Bros. zdecydowali, by serial pozostał w swoim własnym kontinuum czasowym. Potwierdzeniem tego jest finałowy odcinek drugiego sezonu serialu, którego akcja rozgrywa się na innej Ziemi, niż Ziemia-Prime pozostałych seriali z Arrowverse. Mimo tego serial należy do wspólnego multiwersum.

## Fabuła
Akcja serialu toczy się w świecie, w którym Superman ożenił się z Lois Lane i ma z nią dwóch synów.

## Obsada

### Główna
- Tyler Hoechlin jako Kal-El / Clark Kent / Superman
- Elizabeth Tulloch jako Lois Lane
- Jordan Elsass jako Jonathan Kent
- Alex Garfin jako Jordan Kent
- Erik Valdez jako Kyle Cushing
- Inde Navarrette jako Sarah Cushing
- Wolé Parks jako John Henry Irons / The Stranger
- Adam Rayner jako Tal-Rho / Morgan Edge
- Dylan Walsh jako Sam Lane
- Emmanuelle Chriqui jako Lana Lang-Cushing

### Role drugoplanowe
- Joselyn Picard jako Sophie Cushing
- Daisy Tormé jako głos urządzenia AI
- Fritzy Klevans-Destine jako Sean Smith
- Wern Lee jako Tag Harris
- Zane Clifford jako Timmy Ryan
- Stacey Farber jako Leslie Larr
- Sofia Hasmik jako Chrissy Beppo
- Angus Macfadyen jako Jor-El
- Danny Wattley jako Gaines
- Hesham Hammoud jako podpułkownik Reno Rosetti
- Leeah Wong jako Emily Phan

## Przegląd sezonów
| Sezon | Sezon | Odcinki | Premierowa emisja (The CW) | Premierowa emisja (The CW) | Premierowy dostęp VOD (HBO GO - odc. 1-21; HBO Max - odc. 22-43; Max - odc. 44-53) | Premierowy dostęp VOD (HBO GO - odc. 1-21; HBO Max - odc. 22-43; Max - odc. 44-53) |
| Sezon | Sezon | Odcinki | Premiera sezonu            | Finał sezonu               | Premiera sezonu                                                                    | Finał sezonu                                                                       |
| ----- | ----- | ------- | -------------------------- | -------------------------- | ---------------------------------------------------------------------------------- | ---------------------------------------------------------------------------------- |
|       | 1     | 15      | 23 lutego 2021             | 17 sierpnia 2021           | 24 lutego 2021                                                                     | 18 sierpnia 2021                                                                   |
|       | 2     | 15      | 11 stycznia 2022           | 28 czerwca 2022            | 14 stycznia 2022                                                                   | 1 lipca 2022                                                                       |
|       | 3     | 13      | 14 marca 2023              | 27 czerwca 2023            | 11 lipca 2023                                                                      | 11 lipca 2023                                                                      |
|       | 4     | 10      | 7 października 2024        | 2 grudnia 2024             | 16 października 2024                                                               | 11 grudnia 2024                                                                    |

## Lista odcinków

### Sezon 1 (2021)
| N/o | Tytuł                                              | Polski tytuł | Reżyseria          | Scenariusz                                                    | Premiera (The CW) | Premiera w Polsce (HBO GO) |
| --- | -------------------------------------------------- | ------------ | ------------------ | ------------------------------------------------------------- | ----------------- | -------------------------- |
| 1   | Pilot                                              | Odcinek 1    | Lee Toland Krieger | Todd Helbing, Greg Berlanti, Todd Helbing                     | 23 lutego 2021    | 24 lutego 2021             |
| 2   | Heritage                                           | Odcinek 2    | Lee Toland Krieger | Todd Helbing                                                  | 2 marca 2021      | 3 marca 2021               |
| 3   | The Perks of Not Being a Wallflower                | Odcinek 3    | Gregory Smith      | Brent Fletcher                                                | 9 marca 2021      | 10 marca 2021              |
| 4   | Haywire                                            | Odcinek 4    | James Bamford      | Michael Narducci                                              | 16 marca 2021     | 17 marca 2021              |
| 5   | The Best of Smallville                             | Odcinek 5    | Rachel Talalay     | Brent Fletcher, Nadria Tucker, Todd Helbing                   | 23 marca 2021     | 24 marca 2021              |
| 6   | Broken Trust                                       | Odcinek 6    | Sudz Sutherland    | Katie Aldrin                                                  | 18 maja 2021      | 19 maja 2021               |
| 7   | Man of Steel                                       | Odcinek 7    | David Ramsey       | Jai Jamison                                                   | 25 maja 2021      | 26 maja 2021               |
| 8   | Holding the Wrench                                 | Odcinek 8    | Norma Bailey       | Kristi Korzec                                                 | 1 czerwca 2021    | 2 czerwca 2021             |
| 9   | Loyal Subjekts                                     | Odcinek 9    | Eric Dean Seaton   | Andrew N. Wong                                                | 8 czerwca 2021    | 9 czerwca 2021             |
| 10  | O Mother, Where Art Thou?                          | Odcinek 10   | Harry Jierjian     | Adam Mallinger                                                | 15 czerwca 2021   | 16 czerwca 2021            |
| 11  | A Brief Reminiscence In-Between Cataclysmic Events | Odcinek 11   | Gregory Smith      | Brent Fletcher                                                | 22 czerwca 2021   | 23 czerwca 2021            |
| 12  | Through the Valley of Death                        | Odcinek 12   | Alexandra La Roche | Katie Aldrin, Michael Narducci                                | 13 lipca 2021     | 14 lipca 2021              |
| 13  | Fail Safe                                          | Odcinek 13   | Ian Samoil         | Jai Jamison, Kristi Korzec                                    | 20 lipca 2021     | 21 lipca 2021              |
| 14  | The Eradicator                                     | Odcinek 14   | Alexandra La Roche | Max Cunningham, Brent Fletcher                                | 10 sierpnia 2021  | 11 sierpnia 2021           |
| 15  | Last Sons of Krypton                               | Odcinek 15   | Tom Cavanagh       | Kristi Korzec, Michael Narducci, Brent Fletcher, Todd Helbing | 17 sierpnia 2021  | 18 sierpnia 2021           |

### Sezon 2 (2022)
| N/o | N/o | Tytuł                           | Polski tytuł                             | Reżyseria                      | Scenariusz                        | Premiera (The CW) | Premiera w Polsce (HBO GO/HBO Max) |
| --- | --- | ------------------------------- | ---------------------------------------- | ------------------------------ | --------------------------------- | ----------------- | ---------------------------------- |
| 16  | 1   | What Lies Beneath               | Tajemnice                                | Gregory Smith                  | Brent Fletcher, Todd Helbing      | 11 stycznia 2022  | 14 stycznia 2022                   |
| 17  | 2   | The Ties That Bind              | Więzy, które łączą                       | David Ramsey                   | Kristi Korzec, Michael Narducci   | 18 stycznia 2022  | 21 stycznia 2022                   |
| 18  | 3   | The Thing in the Mines          | Coś w kopalni                            | Gregory Smith                  | Katie Aldrin, Juliana James       | 25 stycznia 2022  | 28 stycznia 2022                   |
| 19  | 4   | The Inverse Method              | Metoda inwersji                          | Melissa Hickey                 | Jai Jamison, Andrew N. Wong       | 1 lutego 2022     | 4 lutego 2022                      |
| 20  | 5   | Girl... You'll Be A Woman, Soon | Dziewczyno... wkrótce zostaniesz kobietą | Diana Valentine                | Rina Mimoun, Adam Mallinger       | 22 lutego 2022    | 25 lutego 2022                     |
| 21  | 6   | Tried and True                  | Odcinek 6                                | Amy Jo Johnson                 | Max Kronick, Patrick Barton Leahy | 1 marca 2022      | 4 marca 2022                       |
| 22  | 7   | Anti-Hero                       | Odcinek 7                                | Elizabeth Henstridge           | Max Cunningham, Michael Narducci  | 8 marca 2022      | 11 marca 2022                      |
| 23  | 8   | Into Oblivion                   | Odcinek 8                                | Sudz Sutherland, Gregory Smith | Juliana James, Kristi Korzec      | 22 marca 2022     | 25 marca 2022                      |
| 24  | 9   | 30 Days and 30 Nights           | Odcinek 9                                | Ian Samoil                     | Katie Aldrin, Jai Jamison         | 29 marca 2022     | 1 kwietnia 2022                    |
| 25  | 10  | Bizarros in a Bizarro World     | Odcinek 10                               | Louis Shaw Milito              | Brent Fletcher, Todd Helbing      | 26 kwietnia 2022  | 29 kwietnia 2022                   |
| 26  | 11  | Truth and Consequences          | Odcinek 11                               | David Ramsey                   | Andrew N. Wong                    | 3 maja 2022       | 6 maja 2022                        |
| 27  | 12  | Lies That Bind                  | Odcinek 12                               | David Mahmoudieh               | Rina Mimoun                       | 31 maja 2022      | 3 czerwca 2022                     |
| 28  | 13  | All Is Lost                     | Odcinek 13                               | Elaine Mongeon                 | Kristi Korzec                     | 7 czerwca 2022    | 10 czerwca 2022                    |
| 29  | 14  | Worlds War Bizarre              | Odcinek 14                               | Sheelin Choksey                | Michael Narducci                  | 21 czerwca 2022   | 24 czerwca 2022                    |
| 30  | 15  | Waiting for Superman            | Odcinek 15                               | Gregory Smith                  | Brent Fletcher, Todd Helbing      | 28 czerwca 2022   | 1 lipca 2022                       |

### Sezon 3 (2023)
| N/o | N/o | Tytuł                                  | Polski tytuł                    | Reżyseria            | Scenariusz                                                | Premiera (The CW) | Premiera w Polsce (HBO Max) |
| --- | --- | -------------------------------------- | ------------------------------- | -------------------- | --------------------------------------------------------- | ----------------- | --------------------------- |
| 31  | 1   | Closer                                 | Bliżej                          | Tom Cavanagh         | Brent Fletcher, Todd Helbing                              | 14 marca 2023     | 11 lipca 2023               |
| 32  | 2   | Uncontrollable Forces                  | Siły, których nie kontrolujemy  | Elizabeth Henstridge | Katie Aldrin                                              | 21 marca 2023     | 11 lipca 2023               |
| 33  | 3   | In Cold Blood                          | Z zimną krwią                   | Gregory Smith        | Jai Jamison                                               | 28 marca 2023     | 11 lipca 2023               |
| 34  | 4   | Too Close to Home                      | Za blisko                       | Stewart Hendler      | Juliana James                                             | 4 kwietnia 2023   | 11 lipca 2023               |
| 35  | 5   | Head On                                | Zderzenie czołowe               | David Ramsey         | Andrew N. Wong                                            | 11 kwietnia 2023  | 11 lipca 2023               |
| 36  | 6   | Of Sound Mind                          | Zdrowa na umyśle                | Diana Valentine      | George Kitson                                             | 25 kwietnia 2023  | 11 lipca 2023               |
| 37  | 7   | Forever and Always                     | Na zawsze                       | Alvaro Ron           | Adam Mallinge                                             | 2 maja 2023       | 11 lipca 2023               |
| 38  | 8   | Guess Who’s Coming to Dinner           | Zgadnij, kto przyjdzie na obiad | Gregory Smith        | Aaron Helbing                                             | 9 maja 2023       | 11 lipca 2023               |
| 39  | 9   | The Dress                              | Suknia                          | Stephen Maier        | Kristi Korzec                                             | 23 maja 2023      | 11 lipca 2023               |
| 40  | 10  | Collision Course                       | Kurs kolizyjny                  | Elaine Mongeon       | Max Cunningham, Max Kronick                               | 30 maja 2023      | 11 lipca 2023               |
| 41  | 11  | Complications                          | Komplikacje                     | Jai Jamison          | Katie Aldrin, George Kitson, Brent Fletcher, Todd Helbing | 6 czerwca 2023    | 11 lipca 2023               |
| 42  | 12  | Injustice                              | Niesprawiedliwość               | Sudz Sutherland      | Michael Narducci                                          | 20 czerwca 2023   | 11 lipca 2023               |
| 43  | 13  | What Kills You Only Makes You Stronger | Co cię zabije, to cię wzmocni   | Gregory Smith        | Brent Fletcher, Todd Helbing                              | 27 czerwca 2023   | 11 lipca 2023               |

### Sezon 4 (2024)
| N/o | N/o | Tytuł                    | Polski tytuł | Reżyseria            | Scenariusz                                  | Premiera (The CW)    | Premiera w Polsce (Max) |
| --- | --- | ------------------------ | ------------ | -------------------- | ------------------------------------------- | -------------------- | ----------------------- |
| 44  | 1   | The End & The Beginning  | Odcinek 1    | Gregory Smith        | Brent Fletcher, Todd Helbing                | 7 października 2024  | 16 października 2024    |
| 45  | 2   | A World Without          | Odcinek 2    | Sudz Sutherland      | Katie Aldrin, Kristi Korzec                 | 7 października 2024  | 16 października 2024    |
| 46  | 3   | Always My Hero           | Odcinek 3    | David Giuntoli       | Brent Fletcher, Todd Helbing                | 14 października 2024 | 24 października 2024    |
| 47  | 4   | A Perfectly Good Wedding | Odcinek 4    | Gregory Smith        | George Kitson, Max Kronick                  | 21 października 2024 | 1 listopada 2024        |
| 48  | 5   | Break the Cycle          | Odcinek 5    | Elizabeth Henstridge | Adam Mallinger                              | 28 października 2024 | 7 listopada 2024        |
| 49  | 6   | When the Lights Come On  | Odcinek 6    | Ian Samoil           | Kristi Korzec, Brent Fletcher, Todd Helbing | 4 listopada 2024     | 14 listopada 2024       |
| 50  | 7   | A Regular Guy            | Odcinek 7    | Gregory Smith        | Katie Aldrin, George Kitson                 | 11 listopada 2024    | 21 listopada 2024       |
| 51  | 8   | Sharp Dressed Man        | Odcinek 8    | Michael Cudlitz      | Brent Fletcher, Todd Helbing                | 18 listopada 2024    | 28 listopada 2024       |
| 52  | 9   | To Live and Die Again    | Odcinek 9    | Jai Jamison          | Jai Jamison                                 | 25 listopada 2024    | 5 grudnia 2024          |
| 53  | 10  | It Went By So Fast       | Odcinek 10   | Gregory Smith        | Brent Fletcher, Todd Helbing                | 2 grudnia 2024       | 11 grudnia 2024         |

### Odcinek specjalny (2021)
| N/o | Tytuł          | Premiera (The CW) |
| --- | -------------- | ----------------- |
| S1 | Legacy of Hope | 23 lutego 2021    |
| Trzydziestominutowy odcinek specjalny zawierający wywiady z obsadą oraz twórcami, a także zdjęcia zza kulis, został wyemitowany po pierwszym odcinku serialu. W Polsce nie został udostępniony. |                |                   |

## Produkcja
2 marca 2021, tydzień po premierze, The CW ogłosiło zamówienie drugiego sezonu serialu.